# Phasmophaga meridionalis
Phasmophaga meridionalis là một loài ruồi trong họ Tachinidae.